# آسیابان سور
آسیابان سور یک مجموعهٔ داستان از خسرو حمزوی است که در سالِ ۱۳۸۲ منتشر شد.

## محتوا
کتاب مشتمل است بر سه داستانِ «آسیابان سور» و «شمشاد پیر» و «خرابات» که اوّلی به عبدالله انوار تقدیم شده است.